# Vladislav Vančura
Vladislav Vančura (en tchèque [ˈvlaɟɪslaf ˈvantʃura]), né à Háj u Opavy le 23 juin 1891 et mort exécuté à Prague-Zbraslav le 1er juin 1942, est un des plus importants écrivains tchécoslovaques de la première moitié du XXe siècle. Il est également scénariste et réalisateur.

## Biographie
Après des études de médecine, il décide de se consacrer à la littérature et fonde le groupement artistique Devětsil avec, entre autres, le futur prix Nobel de littérature Jaroslav Seifert. Membre de la Résistance, il est arrêté et exécuté par la Gestapo.
Jiří Menzel s'inspire de son roman Rozmarné léto (L'Été capricieux, 1926) dans une adaptation cinématographique homonyme de 1968 qui obtient le grand prix du Festival international du film de Karlovy Vary. Ce court roman comporte peu d'action et le véritable héros en est la langue qui mêle archaïsmes et prosaïsmes. Un magicien et son assistante arrivent à Krokovy Vary et trois hommes tentent de s'attirer les faveurs de la jeune femme au prix de grands changements dans leur vie. Aucun n'est couronné de succès et, après le départ des deux visiteurs, tout redevient comme avant.
Avec Konec starých časů (traduit en français en 1947 par Michel-Léon Hirsch sous le titre La Fin des temps anciens), Jiří Menzel revient à l'adaptation cinématographique de ce roman publié en 1934 dans un film homonyme. À la fin de la Première Guerre mondiale, un prince russe blanc arrive dans la maison de campagne d'un nouveau-riche tchèque. Il symbolise le « bon vieux temps » et les aspirations nobiliaires de l'hôte. Tout prend fin avec la fuite de l'imposteur.
Marketa Lazarová (1931) s'inspire vaguement de l'histoire de Roméo et Juliette et raconte les amours contrariées par leurs familles respectives de Marketa et Mikuláš Kozlík, sur fond de Bohême médiévale du XVe siècle. František Vláčil en a tiré un film homonyme, en 1967, avec Magda Vášáryová dans le rôle-titre de Marketa. Dans un sondage auprès des critiques cinématographiques de 1998, le film Marketa Lazarová a été déclaré comme le plus important du cinéma tchèque.

## Filmographie
Scénariste
- 1932 : Před maturitou, de Svatopluk Innemann et Vladislav Vančura
- 1933 : Na sluneční straně, de Vladislav Vančura
- 1934 : Marijka nevěrnice, de Vladislav Vančura
- 1937 : Naši furianti, de Václav Kubásek et Vladislav Vančura
- 1937 : Láska a lidé, de Václav Kubásek et Vladislav Vančura

Réalisateur
- 1932 : Před maturitou, avec Svatopluk Innemann
- 1933 : Na sluneční straně
- 1934 : Marijka nevěrnice
- 1937 : Naši furianti, avec Václav Kubásek
- 1937 : Láska a lidé, avec Václav Kubásek